# Árbæjarfoss
Árbæjarfoss (in lingua islandese: cascata della fattoria Árbær) è una cascata alta 10 metri, situata nella regione del Suðurland, nella parte sud-occidentale dell'Islanda.

## Descrizione
La cascata Árbæjarfoss è situata lungo il corso del fiume Ytri-Rangá, che nasce alle pendici del vulcano Hekla. Circa 4 km a nord-nordest della cittadina Hella, il fiume compie un salto di circa 10 metri tra rocce di origine vulcanica, in una zona panoramica in cui la larghezza del flusso d'acqua è di circa 50 metri. La profondità del fiume in questa zona è attorno ai 2 metri e il suo letto è costituito di sabbie vulcaniche di colore grigio e nero.
La cascata prende il nome dalla fattoria Árbær posta sulla riva occidentale del fiume, dove è presente anche una piccola chiesa. In questa fattoria è nata la scrittrice islandese Margrét Jónsdóttir.

## Accesso
La cascata è posta in prossimità della Hringvegur, la grande strada ad anello che contorna l'intera isola. Provenendo da Hvolsvöllur in direzione della capitale Reykjavík, arrivati in prossimità della cittadina di Hella, dalla statale si dirama in direzione nord la strada T271 Árbæjarvegur che in 4 km permette di arrivare nelle vicinanze della cascata. Di qui si raggiunge la cascata seguendo per 200 metri una piccola stradina in direzione del fiume.